# Дадра и Нагар Хавели
Дадра и Нагар Хавели е окръг от съюзна територия Дадра и Нагар Хавели и Даман и Диу в Западна Индия. Състои се от две отделни географски единици: Нагар Хавели, разположена между щатите Махаращра и Гуджарат, и по-малкият анклав Дадра (на 1 km на северозапад), който е заобиколен от Гуджарат. Силваса е административният център на Дадра и Нагар Хавели. Намира се в часова зона UTC+05:30.
За разлика от околните райони, Дадра и Нагар Хавели са управлявани от португалците от 1783 г. до средата на XX век. Районът е превзет от проиндийски сили през 1954 г. и де факто се управлява като щат „Свободна Дадра и Нагар Хавели“, а през 1961 г. е присъединен към Индия като съюзна територия. На 26 януари 2020 г. съюзната територия е обединена със съседната съюзна територия Даман и Диу, за да се образува новата съюзна територия Дадра и Нагар Хавели и Даман и Диу. След това територията Дадра и Нагар Хавели става един от трите окръга на новата територия на съюза, като окръг Дадра и Нагар Хавели.